# Banksia dentata
Banksia dentata là một loài thực vật có hoa trong họ Quắn hoa. Loài này được L.f. miêu tả khoa học đầu tiên năm 1782.
Loài cây này phân bố ở miền bắc Australia, miền nam New Guinea và quần đảo Aru. Loài cây có thân xương xẩu đến cao đến 7 m (23 ft), nó có lá lớn lá lên đến 22 cm (8,7 in) với rìa lá hình răng cưa. Các chùm hoa màu vàng hình trụ (gai hoa), cao đến 13 cm, xuất hiện trong những tháng lạnh hơn, thu hút nhiều loài như chim ăn mật, chim hút mật, sóc bay mía.